# Paul Manning
Paul Christian Manning, MBE (Sutton Coldfield, 6 novembre 1974), è un ex pistard e ciclista su strada britannico, medaglia d'oro nell'inseguimento a squadre ai Giochi olimpici di Pechino 2008.

## Carriera
Nato a Sutton Coldfield, ma cresciuto a Lichfield, nel 1996 si laureò in Scienze della Terra presso l'Università di Birmingham. Dopo aver conseguito il diploma cominciò a dedicarsi al ciclismo a tempo pieno, ottenendo su pista, soprattutto nella specialità dell'inseguimento, i principali risultati della carriera agonistica. Conquistò infatti tre titoli mondiali nell'inseguimento a squadre (nelle edizioni 2005, 2007 e 2008), oltre ad ulteriori otto medaglie iridate, cinque argenti e due bronzi, e sette vittorie in prove di Coppa del mondo; nel suo palmarès rientrano anche un totale di nove allori nazionali élite, cinque dei quali nell'inseguimento individuale, e quattro medaglie, due delle quali d'oro, ai Giochi del Commonwealth.
Soprattutto, tra il 2000 e il 2008 arrivarono per Manning tre medaglie olimpiche nell'inseguimento a squadre: il bronzo ai Giochi di Sydney 2000, l'argento quattro anni dopo ad Atene e l'oro nel 2008 a Pechino. Proprio ai Giochi di Pechino il quartetto britannico (completato da Ed Clancy, Geraint Thomas e Bradley Wiggins) stabilì per due volte il record del mondo dell'inseguimento a squadre sul percorso di 4 chilometri, prima in semifinale con il tempo di 3'55"202, poi in finale con il primato di 3'53"314.
Attivo anche su strada, già tra i dilettanti Manning  vinse alcune corse riservate alla categoria, come una tappa al Postgirot Open in Svezia; fece sua anche la Duo Normand 1996 in coppia con il campione olimpico e mondiale su pista Chris Boardman. Passò professionista solo nel 2005, all'età di trent'anni, e nel 2007, vestendo la divisa del team belga Landbouwkrediet, riuscì ad aggiudicarsi una tappa al Tour of Britain. Si ritirò dalle competizioni subito dopo l'oro olimpico di Pechino; l'anno dopo venne introdotto nella British Cycling Hall of Fame e, per i meriti sportivi, nominato Membro dell'Ordine dell'Impero Britannico.

## Palmarès

### Pista
- 2001

Campionati britannici, Inseguimento individuale
- 2002

1ª prova Coppa del mondo, Inseguimento individuale (Monterrey)
- 2003

Campionati britannici, Inseguimento individuale
Campionati britannici, Inseguimento a squadre (con James Notley, Andrew Russell e Phil West)
- 2004

3ª prova Coppa del mondo, Inseguimento a squadre (Manchester, con Robert Hayles, Chris Newton e Bryan Steel)
4ª prova Coppa del mondo, Inseguimento individuale (Sydney)
4ª prova Coppa del mondo, Inseguimento a squadre (Sydney, con Russell Downing, Robert Hayles e Bryan Steel)
Campionati britannici, Inseguimento individuale
Campionati britannici, Inseguimento a squadre (con Mark Cavendish, Chris Newton e Tom White)
- 2005

3ª prova Coppa del mondo 2004-2005, Inseguimento a squadre (Mosca, con Steven Cummings, Robert Hayles e Chris Newton)
Campionati del mondo, Inseguimento a squadre (con Steven Cummings, Robert Hayles e Chris Newton)
Campionati britannici, Inseguimento individuale
Campionati britannici, Corsa a punti
2ª prova Coppa del mondo 2005-2006, Inseguimento individuale (Manchester)
- 2006

Giochi del Commonwealth, Inseguimento a squadre (con Steven Cummings, Robert Hayles e Chris Newton)
Giochi del Commonwealth, Inseguimento individuale
Campionati britannici, Inseguimento a squadre (con Ed Clancy, Steven Cummings e Chris Newton)
2ª prova Coppa del mondo 2006-2007, Inseguimento a squadre (Mosca, con Ed Clancy, Chris Newton e Geraint Thomas)
- 2007

4ª prova Coppa del mondo 2006-2007, Inseguimento a squadre (Manchester, con Ed Clancy, Robert Hayles e Bradley Wiggins)
Campionati del mondo, Inseguimento a squadre (con Ed Clancy, Geraint Thomas e Bradley Wiggins)
Campionati britannici, Inseguimento individuale
2ª prova Coppa del mondo 2007-2008, Inseguimento a squadre (Pechino, con Ed Clancy, Steven Cummings e Geraint Thomas)
- 2008

4ª prova Coppa del mondo 2007-2008, Inseguimento a squadre (Copenaghen, con Steven Burke, Ed Clancy e Geraint Thomas)
Campionati del mondo, Inseguimento a squadre (con Ed Clancy, Geraint Thomas e Bradley Wiggins)
Giochi olimpici, Inseguimento a squadre (con Ed Clancy, Geraint Thomas e Bradley Wiggins)

### Strada
- 1996 (Dilettanti Under-23)

Duo Normand (con Chris Boardman)
- 1997 (Dilettanti Under-23)

4ª tappa, 2ª semitappa Postgirot Open (Jönköping > Jönköping)
- 1999 (Dilettanti Elite)

7ª tappa Tour du Loir-et-Cher
- 2000 (Dilettanti Elite)

4ª tappa Circuit des Mines (Audun-le-Tiche > Château de Malbrouck)
6ª tappa Circuit des Mines (Rombas > Rombas)
4ª tappa Olympia's Tour
- 2001 (Dilettanti Elite)

Classifica generale FBD Insurance Rás
4ª tappa Sachsen-Tour International (Radeberg > Freital)
- 2002 (Dilettanti Elite)

6ª tappa FBD Insurance Rás (Dungarvan > Arklow)
- 2003

8ª tappa Herald Sun Tour (Dunkeld > Horsham)
- 2005

Campionati britannici, Cronometro a squadre (con Robert Hayles e Chris Newton)
- 2007

6ª tappa Tour of Britain (Dumfries > Glasgow)

#### Altri successi
- 2005

4ª tappa Surrey League 5 Days (Danehill > East Sussex)
Tour of the Peak

## Piazzamenti

### Competizioni mondiali
- Campionati del mondo su pista

Manchester 2000 - Inseguimento a squadre: 2º
Anversa 2001 - Inseguimento a squadre: 2º
Copenaghen 2002 - Inseguimento a squadre: 3º
Stoccarda 2003 - Inseguimento individuale: 4º
Stoccarda 2003 - Inseguimento a squadre: 2º
Melbourne 2004 - Inseguimento individuale: 5º
Melbourne 2004 - Inseguimento a squadre: 2º
Los Angeles 2005 - Inseguimento a squadre: vincitore
Bordeaux 2006 - Inseguimento individuale: 3º
Bordeaux 2006 - Inseguimento a squadre: 2º
Palma di Maiorca 2007 - Inseguimento a squadre: vincitore
Manchester 2008 - Inseguimento a squadre: vincitore
- Campionati del mondo su strada

Lugano 1996 - Cronometro Under-23: 10º
- Giochi olimpici

Sydney 2000 - Inseguimento a squadre: 3º
Atene 2004 - Inseguimento a squadre: 2º
Pechino 2008 - Inseguimento a squadre: vincitore
- Giochi del Commonwealth

Manchester 2002 - Inseguimento a squadre: 2º
Manchester 2002 - Inseguimento individuale: 3º
Melbourne 2006 - Cronometro: 9º
Melbourne 2006 - Inseguimento a squadre: vincitore
Melbourne 2006 - Inseguimento individuale: vincitore